# أليكس كليو روبو
أليكس كليو روبو (19 يناير 1952 - 28 يناير 1983)، كانت كاتبة ومصورة كندية. تزوجت عام 1980 من الكاتب الفرنسي جاك روبو.